# Queco
Francisco Manuel Ruiz Gómez, conocido artísticamente como Queco (Córdoba, 1 de diciembre de 1964), es un productor, autor, compositor, promotor musical y cantante español.

## Biografía
Su padre es el fundador de la peña flamenca de Córdoba El Rincón del Cante. Allí se inició como cantaor y guitarrista, formación que consolidó en el Conservatorio Superior de Música de Córdoba con Manuel Cano y en la academia de guitarra Merengue de Córdoba. A los doce años ya cantaba en festivales y peñas. Poco después, secundaba al toque a cantaores como El Pele, Juan Villar o Luis de Córdoba. 
Debutó con un primer disco grabado en Barcelona (Viva el amor), en el que participó un jovencísimo Vicente Amigo. Su estilo derivó entonces hacia el pop andaluz aflamencado, y tras un breve paso por el tablao madrileño El Burrero, comenzó su carrera grabando cuatro discos hasta 1990, cuando sufrió un grave accidente de tráfico. 
Entonces, enfocó su carrera hacia la composición y producción de discos y gestando temas para artistas flamencos como Remedios Amaya, La Susi, Niña Pastori o El Pele, y artistas de otros géneros (pero dentro del orbe andaluz) como Raimundo Amador, Azúcar Moreno, Pastora Soler, Felipe Conde o el grupo Las Ketchup, quienes interpretaron el éxito internacional Aserejé. Esta canción vendió 7 millones de unidades a nivel mundial en su primer año.
Sin abandonar su faceta como productor y compositor, en 2003 retomó su carrera como cantante con Tengo, un disco en el que interpretó canciones propias con las que otros ya habían triunfado, más dos inéditas "Tengo" y "De la isla", disco con el que vendió más de 200.000 copias, convirtiéndose en Nº 1 de álbumes en España, según Promusicae listas de ventas en noviembre de 2003.[cita requerida]
Continuó componiendo y produciendo, lanzando a nuevos artistas como Los Aslándticos, Melody, La Yerba del Parque o Marina recientemente desde su sello Disparate Records, y participando en Eurovisión como compositor del tema Bloody Mary interpretado por Las Ketchup, quedando el 21 en los puestos de la clasificación.
En 2005 compuso, cantó y produjo el himno oficial del Córdoba C.F. en su 50 aniversario, himno que se considera como el oficial.
En 2005 se publicó la biografía Queco. Hacia el talento musical, escrita por Pilar Navarro y editada por Grupo Almuzara, en un lanzamiento reforzado por un recopilatorio con sus grandes éxitos.
En 2006 fue director artístico y uno de los impulsores de La noche blanca del flamenco en Córdoba desde la primera edición en 2006 hasta 2015.
En 2014 creó Yocanto, un modelo franquicia de escuelas de formación artística en Córdoba. 
En 2015 hizo la producción de dos canciones con José Mercé y El Pele, para el disco “Cantares”, homenaje a Joan Manuel Serrat.
En 2015 Produjo a Marina su primer disco "Desde la frontera"
En 2017 Produjo a Marina  el sencillo "Mi Deseo"

## Discografía como cantante
- Viva el amor (Fonográficas del sur, 1982).
- Dragones y mezquitas (BMG-Ariola,1986, "Disco de oro").
- El Borracho (BMG-Ariola , 1986).
- Ámame (BMG-Ariola,1987).
- Tu espíritu me roza (Sony music,1989).
- La cuarta luna (Horus,1990).
- Tengo (Shaketown-Vale Music, 2004 "Doble disco de platino").
- Ladrón de lunas (Shaketown-Warner, 2006; doble disco recopilatorio con sus mejores canciones).

## Discografía como productor
- El Pele, Poeta de esquinas blandas (Madrid, Passion, 1989).
- Vicente Amigo, De mi corazón al aire (Madrid, Passion, 1990).
- Manuel Ruiz Queco, La cuarta luna (Barcelona, Horus, 1990).
- Salmarina, Filigrana (Madrid, Passion, 1991).
- Las Soles, Ojala que llueva café (Barcelona, horus, 1991).
- Salmarina, Callejón de los trapos (Madrid, Nuevos Medios, 1992).
- Cantina Romero, Carretera y manta (Sevilla, Fonográficas del Sur, 1993).
- Luis de Córdoba, Que ni pintao (Fonográficas del Sur, 1993).
- Cherokee, Caballo Loco (Madrid, Sony, 1994).
- Cherokee, Muevete salvaje (Madrid, Sony, 1996).
- Remedios Amaya, Me voy contigo (Madrid, Emi-Hipavox, 1996) (disco platino 100.000 copias).
- Tomasito, Tomasito (Madrid, Sony, 1997).
- Cantina Romero, Por el vino me veo así (Sevilla, Pasarela, 1999).
- Felipe Conde, La Buenaventura (Madrid, tele5, 1999).
- Pastora Soler, Fuente de luna (Madrid, Hispavox, 1999) (disco Platino 150.000 copias).
- Vicente Amigo, Ciudad de las ideas (Madrid, Sony, 2000) (Grammy Latino).
- Los Chichos, Ladrón de amores (Madrid, Universal, 2001) (disco platino 100.000 copias).
- La Susi, Agua de mayo (Madrid, Muxxic, 2001).
- Felipe Conde, Al sur de mis sentidos (Madrid, Muxxic, 2002).
- El Barrio, Me voy al Mundo (Sevilla, Senador, 2002) (disco de oro 50.000 copias).
- Las Ketchup, Hijas del Tomate (Madrid, Sony, 2002) (7 discos de Diamante 7.000.000 copias).
- José Manuel Soto, Sottovoce (Sevilla, Discos de arte-BMG , 2002)
- Niña Pastori, María (Madrid, Sony, 2002)(disco doble platino 200.000 copias).
- Los Aslándticos, El mundo está fatal de los nervios (Córdoba, Disparate Records, 2005).
- Las Ketchup, Un Blodymary (Madrid, Warner Music, 2006).
- La Yerba del Parque, LLevame Contigo (Disparate-Universal, tele5, 2006).
- Los Limpiabotas, Coco Candela (Disparate Records, 2007).
- Por que se frotan las patitas, B.S.O. (Disparate Records, 2007).
- Lorena, Lorena (Madrid, Sony, 2007)
- Melody, Los buenos días (Disparate Records, 2008).
- Claudia la Chispa, Una estrella en tu corazón (Disparate Records, 2011).
- Cantares, Los Flamencos cantan a Serrat (Madrid, Universal, 2012).
- Marina, Desde la frontera (Disparate Records, Sony Music, 2016).
- Jose Ortega Manzanita, Sombras y sueños (E&J, 2016).
- Marina, Mi Deseo (Disparate Records, Sony Music, 2017).

## Música para cine
- 2003…El juego de Arcibel,  (argentina,cubana,española).
- 2007…Por que se frotan las patitas, (española)